# George Platt Lynes
George Platt Lynes (15 d'abril de 1907 - 6 de desembre de 1955) va ser un fotògraf nord-americà de moda i fotògraf comercial que va treballar a les dècades de 1930 i 1940. Va produir fotografies amb molts artistes i escriptors gai de la dècada de 1940 que van ser adquirides pel Kinsey Institute.

## Primers anys
Nascut a East Orange (Nova Jersey) fill d'Adelaide Sparkman i Joseph Russell Lynes (mort el 1932). El seu germà petit era Joseph Russell Lynes, Jr. (1910–1991). Lynes va passar la seva infantesa a Nova Jersey però va assistir a la Berkshire School a Massachusetts, on va ser company de classe de Lincoln Kirstein (1907–1996). Va ser enviat a París el 1925 amb la idea de preparar-lo millor per a la universitat. La seva vida va canviar per sempre pel cercle d'amics que hi trobaria, inclosos Gertrude Stein, Glenway Wescott i Monroe Wheeler. Va assistir a la Universitat Yale el 1926, però va abandonar els estudis uns mesos més tard per traslladar-se a Nova York.

## Carrera
Va tornar als Estats Units amb la idea d'una carrera literària i fins i tot va obrir una llibreria a Englewood (Nova Jersey) el 1927. Primer es va interessar per la fotografia no amb la idea de una carrera, sinó fer fotografies dels seus amics i exposar-les a la seva llibreria.
Tornant a França l'any següent en companyia de Wescott i Wheeler, va viatjar per Europa durant els següents anys, sempre amb la seva càmera a mà. Va desenvolupar estretes amistats dins d'un cercle més ampli d'artistes com Jean Cocteau i Julien Levy, un comerciant d'art i crític. Levy exposaria les seves fotografies a la seva galeria a Nova York el 1932 i Lynes hi obriria el seu estudi aquell mateix any.

### Treball comercial

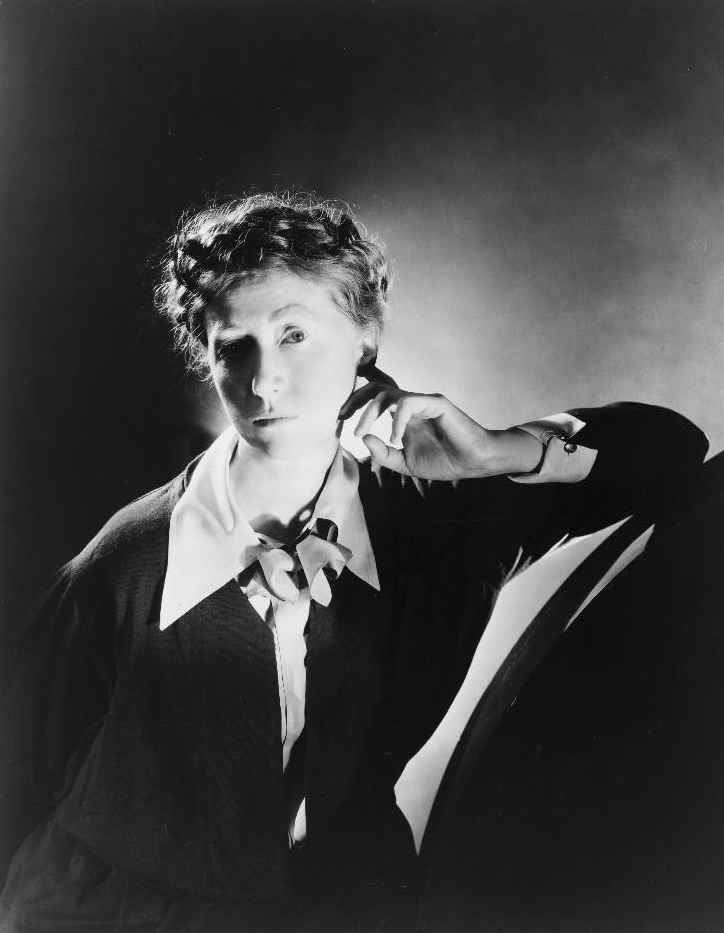
Fotografia de Marianne Moore presa per Lynes el 1935.

Aviat va rebre encàrrecs de Harper's Bazaar, Town & Country i Vogue incloent una portada amb potser la primera supermodel, Lisa Fonssagrives. El 1935, se li va demanar que documentés els principals ballarins i produccions de la recentment fundada companyia American Ballet de Kirstein i George Balanchine (ara New York City Ballet).

### Col·lecció privada
També va ser amic sobretot de Katherine Anne Porter, autora de la novel·la Ship of Fools, a qui va sovint li agradava fotografiar amb vestits de nit elaborats i de tant en tant recreant Shakespeare.
Durant la seva vida, Lynes va acumular una gran quantitat de treballs relacionats amb la fotografia de nus i homoeròtica. A la dècada de 1930, va començar a fer nus d'amics, intèrprets i models, inclòs un jove Yul Brynner, encara que aquests van romandre privats, desconeguts i inèdits durant anys. Durant dues dècades, Lynes va continuar la seva feina en aquesta àrea amb passió, encara que en privat.
A finals de la dècada de 1940, Lynes es va familiaritzar amb el Dr. Alfred Kinsey i el seu Institut a Bloomington (Indiana). Kinsey es va interessar pel treball de Lynes, ja que en aquell moment estava investigant l'homosexualitat als Estats Units. Un gran nombre d'obres nus i homoeròtiques de Lynes es van enviar al Kinsey Institute abans de la seva mort el 1955. La col·lecció Kinsey representa una de les col·leccions individuals més grans de l'obra de Lynes.

## Vida personal
Durant més de deu anys, Lynes va tenir una història d'amor tant amb el comissari Monroe Wheeler com amb l'escriptor Glenway Wescott (1901–1987). Més tard es va reunir amb els seus ajudant d'estudi i, després de morir a la Segona Guerra Mundial, Lynes es va mudar amb el germà petit de l'assistent.

### Los Angeles
Lynes va estar a Los Angeles entre 1946 i 1948, vivint tant abans com després a la ciutat de Nova York. Va visitar per primera vegada de vacances i va conèixer alguns amics que hi coneixia, inclosos els novel·listes Katherine Anne Porter i Christopher Isherwood, i l'organitzador laboral Bernardine Szold Fritz. En arribar-hi va conèixer el pintor Mai- Mai Sze, les dissenyadores de vestuari Irene Sharaff i la dissenyadora de vestuari Adrian, i la seva dona Janet Gaynor.{{sfn|Leddick |2000 |p=203–209} } També va fer retrats dels escriptors Thomas Mann i Aldous Huxley. Després d’aplegar mb tot això a les poques setmanes de la seva primera visita, va decidir traslladar-se des de Nova York per explorar l'escena artística a LA. Lynes encara tenia encàrrecs de fotografia amb Vogue a través del seu director d'art Alexander Liberman Després de traslladar-se a Los Angeles, Lynes va tornar a connectar amb la socialité Denham Fouts, a qui havia fotografiat a Nova York als anys 30 i els dos van intercanviar xarxes socials.

### Mort
Al maig de 1955, Lynes havia estat diagnosticat amb càncer de pulmó terminal. Abans de la seva mort, va transferir moltes de les seves fotografies i els seus negatius que contenien nus masculins a l'Institut Kinsey. "Estava clarament preocupat perquè aquesta obra, que considerava el seu major èxit com a fotògraf, no s'hagués de dispersar ni destruir... Hem de recordar el període del qual estem parlant: Amèrica durant la Por Roja de la postguerra. .."
Després d'un darrer viatge a Europa, Lynes va tornar a la ciutat de Nova York, on va morir el 1955.

## Llegat

### Novel·les
- La novel·la de Donald Windham 'Tanaquil (1972) és un roman à clef sobre la vida de Lynes.[10][11]

### Pel·lícula
- Hidden Master: The Legacy of George Platt Lynes (2023) és un llargmetratge documental sobre Lynes.[12]

## Exhibicions

### En solitari
- 1932, Julian Levy Gallery, Nova York, NY
- 1940, Nelson Art Gallery, Kansas City, MO[13]
- 1960, Portraits by George Platt Lynes, The Art Institute of Chicago, Chicago, IL
- 1980, Fleeting Gestures: Treasure of Dance Photography, Institute of Contemporary Art, University of Pennsylvania, Philadelphia, PA
- 1993, George Platt Lynes: A New Look, Wessel + O'Connor Fine Art, Nova York, NY
- 1993, George Platt Lynes: Photographs from the Kinsey Institute, Grey Art Gallery at Nova York University, Nova York, NY
- 1997 George Platt Lynes, Wessel + O'Connor Fine Art, Nova York, NY
- 2003, George Balanchine and his Dancers: the Ballet Photography of George Platt Lynes, The Kinsey Institute Gallery, Bloomington, IN
- 2005, Fashioning Celebrity: Photographs of George Platt Lynes, Harry Ransom Center, Austin, TX
- 2005, George Platt Lynes, Wessel + O'Connor Fine Art, Nova York, NY
- 2008, Vintage Ballet Photographs, Craig Krull Gallery, Santa Monica, CA
- 2011, George Platt Lynes, Throckmorton Fine Art, Nova York, NY
- 2012, George Platt Lynes, Steven Kasher Gallery, Nova York, NY
- 2014, George Platt Lynes, Wessel + O'Connor Fine Art, Lambertville, NJ
- 2019, Sensual/Sexual/Social: The Photography of George Platt Lynes, Newfields, Indianapolis, IN[14]

### En grup
- 1932, Murals by American Painters and Photographers, Museum of Modern Art, Nova York, NY[15]
- 1937, Fantastic Art, Dada, Surrealism, Museum of Modern Art, Nova York, NY
- 1951, Abstraction in Photography, Museum of Modern Art, Nova York, NY
- 1977, documenta 6, Documenta, Kassel, Alemanya
- 1992, Figure/Form: The Nude in 20th Century Photography, Jan Kesner Gallery, Los Angeles, CA
- 1992, Classic Dualities: The Photographs of Len Prince taken at the Tampa Museum of Art, Fay Gold Gallery, Atlanta, GA
- 1999, Figurescapes, Radiant Light Gallery, Portland, ME
- 2001, Interwoven Lives: George Platt Lynes and his Friends, DC Moore Gallery, Nova York, NY
- 2002, Mirror, Mirror, on the Wall, Art Gallery of Ontario, Toronto, Ontario, Canadà
- 2003, Flesh Tones – 100 Years of the Nude, Robert Mann Gallery, Nova York, NY
- 2003, Artseal Gallery Photo SF Preview, Artseal Gallery, San Francisco, CA
- 2003, Herb Ritts Private Collection, Fahey/Klein Gallery, Los Angeles, CA
- 2003, Boys of Summer, ClampArt, Nova York, NY
- 2005, Summer Skin, Stephen Cohen Gallery, Los Angeles, CA
- 2005, From the Source, Fashion Photographs, Corkin Gallery, Toronto, Ontario, Canadà
- 2005, Beyond Real Part 1 Dressing Up, Australian Centre for Photography, Sydney, Austràlia
- 2005, 20th Anniversary Show, Wessel + O'Connor Fine Art, Nova York, NY
- 2006, American Icons, Corkin Gallery, Toronto, Ontario, Canadà
- 2006, Busy going crazy: The Sylvio Perlstein Collection, La Maison Rouge, Paris, França
- 2007, Igor Strawinsky – ich muss die Kunst anfassen, Museum der Moderne Rupertinum, Salzburg, Àustria
- 2007, VIP, National Gallery of Australia, Canberra, Austràlia
- 2007, Classic Beauty: Part 2 Photographs of the Male Nude, Throckmorton Fine Art, Nova York, NY
- 2007, MODE: BILDER, NRW Forum Kultur und Wirtschaft, Düsseldorf, Alemanya
- 2008, Vintage / Vantage, Wessel + O'Connor Fine Art, Nova York, NY
- 2008, Pre-Revolutionary Queer: Gay Art and Culture Before Stonewall, The Kinsey Institute, Bloomington, IN
- 2010, Flirting with Bling, Corkin Gallery, Toronto, Ontario, Canadà
- 2010, Nature & Nurture: Exploring Human Reproduction from Pregnancy through Early Childhood, The Kinsey Institute, Bloomington, IN
- 2010, Staff Picks 2010, Howard Greenberg Gallery, Nova York, NY
- 2010, 25 Years / 25 Works, Wessel + O'Connor Fine Art, Washington, D.C.
- 2011, Narcissus Reflected, Fruitmarket Gallery, Edimburg, Escòcia
- 2011, An Intimate Circle, DC Moore Gallery, Nova York, NY
- 2011, Psyche & Muse: Creative Entanglements with the Science of the Soul, Beinecke Library a Yale University, New Haven, CT
- 2013, Fashion: Photography from the Condé Nast Archives, Fondazione Forma per la Fotografia, Milaà

- 2019, Sex Crimes, ClampArt, Nova York, NY

## Col·leccions
- Musée des beaux-arts du Canada, National Gallery of Canada
- Cape Breton University Art Gallery permanent collection in Nova Escòcia.[16]
- Centre Pompidou Musée National d́Art Moderne, París
- Musée d'Art Moderne et Contemporain, Estrasburg
- The Secret Museum, Montreal
- The Israel Museum, Jerusalem
- The Art Institute of Chicago, Chicago, IL
- Los Angeles County Museum of Art – LACMA, Los Angeles, CA
- Norton Museum of Art, West Palm Beach, FL
- Guggenheim Museum, Nova York, NY[17]
- National Portrait Gallery, London[18]